# Shadow of the Colossus
Shadow of the Colossus (ワンダと巨像, Wanda to Kyozō, lit. «Wander i els Colossos»), en català L'Ombra dels colossos, és un videojoc d'acció-aventura, desenvolupat i publicat per Sony Computer Entertainment (SCEI) per la consola PlayStation 2. El joc va ser llançat a l'Amèrica del Nord i el Japó a l'octubre de 2005 i posteriorment a Europa el febrer de 2006. Va ser creat per l'Estudi Internacional de Producció 1 de SCEI, el mateix grup de desenvolupament responsable de l'èxit de culte Ico.
El joc tracta d'un jove, conegut com a Wander (de l'anglès, «Wanderer», persona que passeja), que ha de viatjar a cavall a través d'un vast territori i derrotar a 16 gegants, coneguts col·lectivament com a «Colossi» ('Colossos') per retornar-li la vida a una jove. El joc és inusual entre els videojocs d'acció-aventura pel fet que no hi ha pobles o calabossos per explorar, no hi ha personatges amb els quals interaccionar i no hi ha altres enemics als quals enfrontar-se a part dels colossos. Shadow of the Colossus ha estat descrit com un joc de trencaclosques, ja que cal descobrir i explotar la debilitat de cada colós abans de poder derrotar-los.

## Mecànica del joc

### Bàsic
El progrés a través de Shadow of the Colossus és cíclic. Comença en un punt central en un territori extens, el jugador busca a un colós, ho derrota i torna immediatament al punt central per repetir el procés. Per trobar a cada colós, el jugador deu alçar l'espasa de Wander en un lloc il·luminat per reflectir rajos de llum. Aquests rajos s'uniran quan l'espasa apunti al lloc de la següent trobada. El viatge cap a cada colós és bàsicament un viatge sense molts obstacles, amb ocasionals desviacions. La majoria dels colossos es troben en llocs apartats, com a penya-segats o dins de ruïnes antigues, i progressivament tendeixen a trobar-se més allunyats de l'àrea central.
Una vegada que un colós és localitzat, el jugador ha de descobrir les seves debilitats per poder derrotar-ho. Cada colós habita un cau únic, i molts d'ells no poden ser derrotats sense fer ús de l'entorn de la batalla. Cada colós té, almenys, un punt feble, indicat per un segell lluminós. Si l'àrea es troba il·luminada pel sol, el jugador podrà usar la seva espasa per il·luminar temporalment aquests segells, indicats per la concentració de llum. Cada colós posseeix àrees cobertes amb pèl, de les quals un haurà de penjar-se i escalar mentre que l'enemic tractarà de llevar-li-ho de damunt. S'ha d'escalar amb rapidesa, ja que el protagonista posseeix una quantitat limitada de resistència, indicada per un cercle rosat que es troba per sobre de la línia de vida, que començarà a disminuir mentre un es mantingui agarrat de la criatura.
Wander i els colossos tenen línies de vida per indicar la seva salut. La del colós disminuirà bruscament quan els seus punts febles siguin atacats amb l'espasa, mentre que Wander pot resultar ferit pels atacs del colós o en caure de grans altures. Al llarg del joc, Wander només està equipat amb una espasa i un arc.

### Agro i l'entorn
El cavall de Wander, Agro, té un paper molt important al llarg del joc. A més de servir com a mitjà de transport, Agro és vital per poder derrotar a alguns colossos. No obstant això, hi ha diversos llocs als quals no pot arribar. De vegades, els colossos habiten àrees més enllà de zones amb aigua profunda o obstacles que han de ser escalats, i per tant, Agro no pot anar més enllà ni participar en la següent batalla.
A mesura que el joc progressa, s'ha d'utilitzar més i més l'entorn a favor del jugador. Les primeres dues batalles tenen lloc en sorres simples i àmplies, sense molts obstacles, amb l'únic objectiu de descobrir com escalar i atacar els punts febles dels colossos. No obstant això, per a les següents batalles s'ha d'usar algun aspecte de la zona de combat.

## Trama i escenari
Durant Shadow of the Colossus, el jugador rep poca informació sobre el passat dels personatges i la seva relació. El joc se situa en un escenari de fantasia, en el qual la majoria dels seus esdeveniments succeeixen dins d'una vasta i desolada terra separada del món exterior per una cadena muntanyenca al nord i mars a l'est i sud. La presència de ruïnes i altres estructures antigues indiquen que va ser, en algun moment, un assentament.
La regió només és accessible per mitjà d'una petita esquerda a les muntanyes del nord, a la qual li segueix un gegantesc pont de pedra. El pont s'estén al llarg de la meitat septentrional del territori i acaba en un temple gegantesc anomenat «Shrine of Worship» («Santuari d'Adoració»), que es troba en el centre de la península. No obstant això, l'entrada està prohibida, la qual cosa és caracteritzat per diversos trets geogràfics, tals com llacs i deserts, a més d'estructures fetes per l'home.

### Personatges
El protagonista és conegut com Wander (ワンダ, Wanda) (de l'anglès, «Wanderer», persona que passeja), i el seu veritable nom no es dona a conèixer al llarg del joc. Wander (veu de Kenji Nojima) és un jove que el seu objectiu és reviure a una noia anomenada Mono (モノ). L'única cosa que se sap de Mico (veu d'Hitomi Nabatame) és que va ser víctima d'alguna espècie de sacrifici perquè es creia que tenia un futur maleït. Ajudant a Wander en la seva recerca es troba el seu fidel cavall Agro (アグロ, Aguro), el seu únic aliat per derrotar els colossos. La història gira entorn d'aquests tres personatges, però a més inclou pocs personatges de suport, entre els quals es troben Dormin (ドルミン, Dorumin) (veu de Kazuhiro Nakata i Kyoko Hikami) i Lord Emon (エモン) (veu de Naoki Bàndol).
Dormin és una entitat misteriosa i immaterial conformada per diversos éssers que resideixen en el santuari, i que es refereix a si mateix en plural, parlant amb dues veus alhora (una masculina i una femenina). La seva forma física va ser separada en setze components molts anys abans del començament del joc, i cada component va ser segellat dins de cada colós per raons desconegudes. Dins de les llegendes al món del joc, es diu que Dormin té el poder de reviure als morts, i, per aquesta raó, el protagonista s'aventura dins de la terra prohibida, buscant la seva ajuda per reviure a Mico. Dormin ofereix reviure-la a canvi que Wander destrueixi als setze colossos.
Lord Emon és un xaman que narra una visió en la introducció del joc, explicant vagament l'origen de la terra a la qual Wander ha arribat i fent èmfasi en el fet que està prohibit entrar a aquest lloc. L'hi retrata com una persona amb extensos coneixements en relació al tancament de Dormin, i amb l'habilitat d'usar màgia molt poderosa. Té un petit grup de soldats al seu càrrec, i persegueix a Wander per prevenir la utilització de l'«encanteri prohibit», el ritual relacionat amb la destrucció dels setze colossos i la resurrecció de Dormin.
Els colossos són criatures cuirassades i generalment enormes, amb formes que oscil·len des de diversos humanoides a animals. Els seus cossos són una barreja de roca, terra, pell i alguns elements arquitectònics (sovint desgastats o fraccions). En entrar al seu territori, alguns colossos ignoren al jugador, mentre que uns altres ho atacaran a la primera oportunitat. Habiten llocs específics dins de la terra prohibida, i no s'aventuren fora del seu territori. Una vegada derrotats, romanen on van caure com un monticle de terra i roca que s'assembla vagament al colós original.

### Llista de colossos
1. Valus, Minotaurus Colossus (Colós Minotaure)
2. Quadratus, Taurus Magnus (Gran Toro)
3. Gaius, Terrestris Veritas (Veritat de la Terra)
4. Phaedra, Equus Bellator Apex (Cavall Guerrer d'Elit)
5. Avion, Avis Praeda (Au de Presa)
6. Barba, Belua Maximus (Bèstia Màxima)
7. Hydrus, Draco Marinus (Drac Marí)
8. Kuromori, Parietinae Umbra (Ombra de la Paret)
9. Basaran, Nimbus Recanto (Ressò de la Tempesta)
10. Dirge, Harena Tigris (Tigre d'Arena)
11. Celosia, Ignis Excubitor (Guardià del Foc)
12. Pelagia, Pergamanus Pistrix (Gran Monstre del Mar)
13. Phalanx, Aeris Velivolus (Navegant de l'Aire)
14. Cenobia, Clades Candor (Luxuriós de la Destrucció)
15. Argus, Praesidium Vigilo (Sentinella Vigilant)
16. Malus, Grandis Supernus (Gran Superior)

### Història
La història de Shadow of the Colossus comença quan Wander entra a la terra prohibida, cavalcant a través del llarg pont de l'entrada en el seu fidel cavall, Agro. Conduït al gegantesc Santuari de l'Adoració en el centre de la regió, porta amb si un cos embolicat en un mantell, el qual deixa en un altar en el santuari. Després de llevar el mantell, es revela el cos d'una donzella anomenada Mico. Un moment després, diverses ombres amb formes humanoides apareixen i es preparen per atacar a Wander, però aquest les derrota fàcilment amb un moviment d'una antiga espasa màgica que posseeix. Moments després de vèncer-les, la veu de l'entitat incorpòria coneguda com a Dormin s'escolta des de l'alt del temple, expressant la seva sorpresa de veure que el nouvingut posseeixi aquesta espasa. Wander li exigeix que torni l'ànima de Mico al seu cos, la qual cosa, segons relata Dormin, és possible, però només si es destrueixen els ídols alineats a la sala del temple. Dormin també indica que aquesta tasca només pot ser acomplerta utilitzant l'antiga espasa per matar als setze colossos localitzats en aquestes terres. Cadascun d'ells conté una part de l'essència de Dormin, encara que això no es revela sinó en el final del joc.
Malgrat ser advertit que podria arribar a pagar un gran preu per reviure a Mico, el jove decideix buscar als colossos i destruir-los. Amb la mort de cada colós, la seva aparença física es deteriora, la seva pell es torna més pàl·lida i el seu cabell més fosc, mentre que l'aspecte de Mico millora i es pot escoltar la seva veu momentàniament després de cada victòria. Després de la mort del dotzè colós, es revela al jugador que Wander està sent perseguit per un grup de guerrers dirigits per un xaman anomenat Lord Emon.
Constret per Dormin, el protagonista no triga a derrotar el setzè i últim colós. No obstant això, en el camí a la seva última trobada, travessa un pont situat sobre un canó que comença a esfondrar-se a mig camí. Quan Agro salta sobre l'últim tros del pont, la porció de terra en la qual aterra comença a separar-se, fent que perdi la seva estabilitat. Sentint el perill imminent, Agro se sacseja cap endavant llançant al seu amo cap a terra ferma i sacrificant-se en caure a un riu diversos metres sota. El grup de Lord Emon arriba al Santuari de l'Adoració en el moment en què l'últim ídol s'esfondra, i Wander apareix poc temps després, els seus ulls i pell totalment pàl·lids, i amb dues petites banyes que sobresurten del seu cap. Declarant que Wander ha estat posseït, Lord Emon ordena als seus guerrers assassinar-ho. Mentre lluita per arribar on es troba Mico, un guerrer li dispara en la cama amb una ballesta, la qual cosa causa l'aparició de les ombres, i poc després un altre li travessa el cor amb l'espasa. Mentre el seu cos es veu embolicat en ombres, expel·leix sang negra fins a caure al sòl, una mort idèntica a la soferta pels colossos.
De sobte, Dormin posseeix el cos de Wander, transformant-ho en un gegantesc ser ombrívol, alhora que les ombres es fusionen amb ell. Dormin explica que el seu propi cos va ser separat per segellar el seu poder, així que va renéixer a través del de Wander. Després d'una petita batalla entre Dormin i els soldats, un aconsegueix a recollir l'espasa i la hi lliura a Lord Emon, el qual la llança a un petit estany a l'entrada de la sala del temple, creant un remolí de llum que consumeix ràpidament el cos de Dormin. Wander fa un últim intent per aconseguir a Mico, però a poc a poc és atret cap a l'estany, on és consumit. Mentrestant, Emon i els seus homes escapen de la terra prohibida alhora que el pont es va col·lapsant progressivament darrere d'ells per alguna força desconeguda. Després d'arribar a l'entrada de la terra prohibida, el pont acaba d'esfondrar-se, i Emon exclama la seva esperança que si Wander va poder sobreviure a la destrucció de Dormin, algun dia sigui capaç de compensar les seves accions.
En el temple, Mico desperta, reviscuda per Dormin segons el pacte fet amb Wander, i Agro apareix coixejant, amb una pota del darrere trencada. Lentament, s'avança cap a l'estany on van ser absorbits tant Dormin com el protagonista, seguit de prop per Mico. En ell, ara buit, ambdós troben a un nadó amb banyes petites en el seu cap. Ella ho porta amb si, seguint al cavall als nivells superiors del santuari, arribant a un jardí secret en el més alt de la torre, després del que el joc acaba.

### Connexions ambIco
Shadow of the Colossus és considerat tant com un successor espiritual i com una protoseqüela d'Ico. Diversos mesos durant i després del llançament del joc, el director i principal dissenyador, Fumito Ueda, va mantenir que l'estatus del joc com una protosecuela era simplement la seva visió personal del joc i no necessàriament la seva naturalesa canònica, ja que ell volia que els jugadors decidissin les connexions específiques per si mateixos. No obstant això, durant una entrevista el març del 2006, Ueda va revelar que existia una connexió entre els dos jocs: el món és el mateix en ambdós, amb Shadow of the Colossus situat un indeterminat temps abans que Ico. També va revelar que Wander és l'avantpassat de la línia de nois amb banyes del qual el protagonista d'Ico descendeix. A més, les figures ombrívoles que apareixen en el Santuari de l'Adoració estan connectades amb les ombres que el jugador enfronta en Ico. Ambdós jocs també utilitzen el mateix llenguatge fictici.

## Desenvolupament

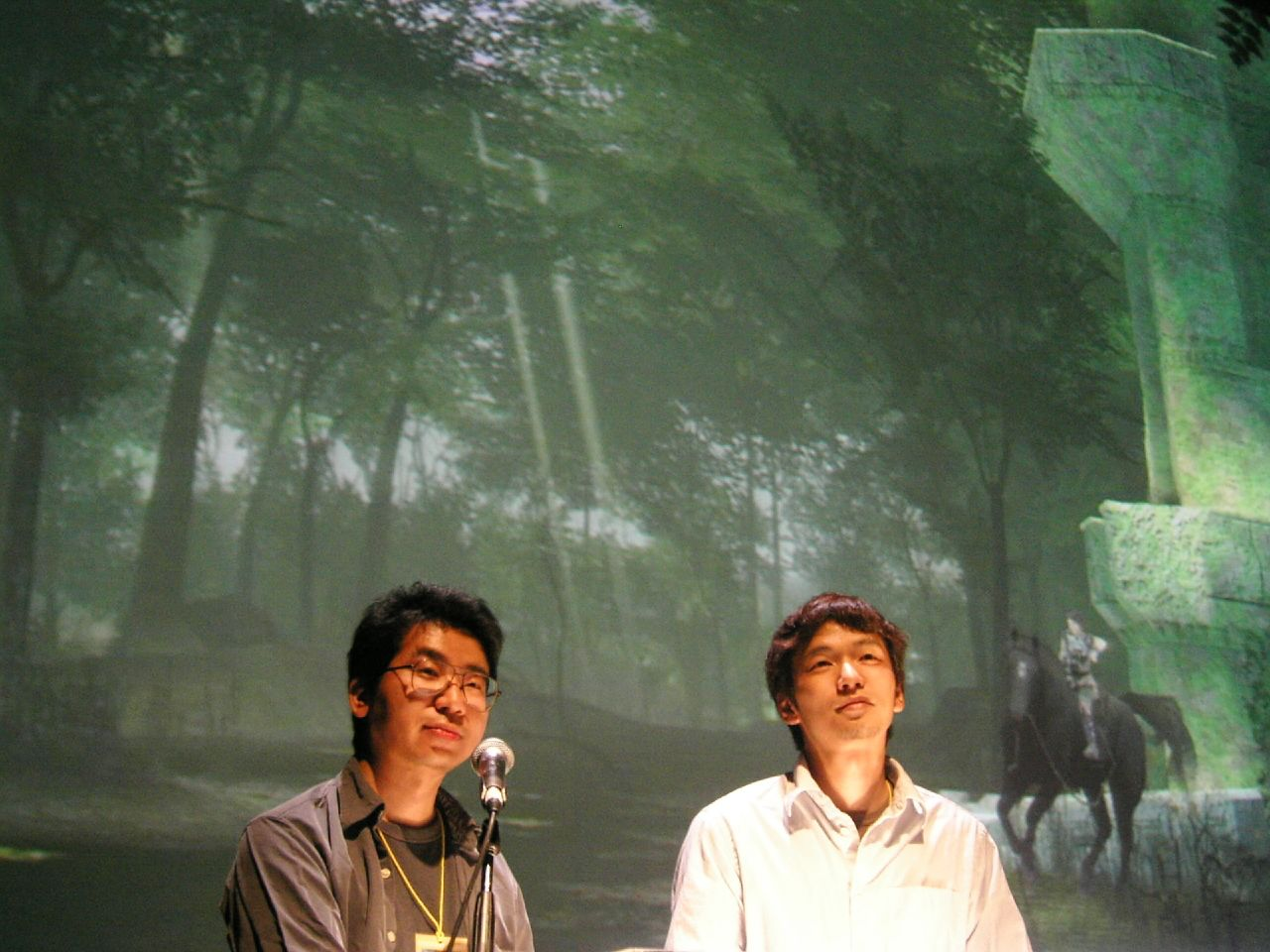
Kenji Kaido (esquerra), productor, i Fumito Ueda, dissenyador principal en Art Futura 2005.

Amb un equip de 35 persones, Shadow of the Colossus va començar a ser desenvolupat l'any 2002 com un projecte sota el nom «Nico» («Next Ico», «Proper Ico» en anglès), amb la intenció de ser una seqüela directa d'Ico. En el cim DIU de 2003, es va mostrar un prematur demo tècnic del projecte, en el qual es mostrava un grup de nois amb banyes emmascarats muntats a cavall mentre atacaven i derrotaven a un colós. No obstant això, Fumito Ueda va expressar que, en aquest moment, era simplement més senzill reutilitzar el disseny del protagonista d'Ico i que en realitat no desitjava explícitament una seqüela d'aquest. Les comandes per endavant de la versió japonesa de Shadow of the Colossus van incloure un DVD extra amb el vídeo del demo primigeni, un avanç descrivint la trama de Nico i una introducció que l'equip de desenvolupament va voler usar en el joc.
Ueda i el productor Kenji Kaido van mantenir un elevat nivell de qualitat dins del seu equip durant la producció. Ueda, perfeccionista declarat, va sentir que només un o dos d'entre els 500 artistes que van sol·licitar treballar en Shadow of the Colossus van aconseguir el seu criteri i diverses vegades va demanar canvis en el disseny fins que aquest reflectís la seva idea. Per la seva banda, Kaido va reptar als programadors al fet que desenvolupessin una física realista en relació al moviment dels colossos i els efectes conseqüents que aquest moviment tingués en Wander, tant en termes de cap on fos mogut i de com podria utilitzar aquests moviments al seu favor. Per exemple, si un colós se sacsejava, Kaido volia que la posició de Wander canviés de forma realista en conseqüència a aquesta sacsejada. Addicionalment, si un membre d'un colós es trobava en posició horitzontal, Kaido volia que el jugador fos capaç de córrer a través d'aquest membre com si fos una superfície plana. Ell es referia a aquests dos conceptes com a «dinàmiques i reaccions del jugador» i «deformació de xoc orgànic». Les físiques realistes resultants van requerir que els colossos més ràpids haurien de ser al seu torn petits.
Ueda desitjava que el joc tingués una presentació única i que canviés la forma en com el jugador i el desenvolupador percebien la idea del tipus de caps que haurien d'aparèixer en els videojocs. Per aconseguir-ho, es va assegurar que els únics enemics en el joc fossin els colossos, que només es pogués accedir a ells d'un en un i que tinguessin diferents comportaments. Encara que limitar la presència d'enemics a solament caps va ser el que es va planejar parcialment per diferenciar-ho d'uns altres, Ueda també va expressar que va ser per assegurar-se que els programadors se centressin en els colossos perquè la seva qualitat sigues màxima. D'acord amb el seu enfocament cap als colossos ?i la seva pròpia preferència per controls simples? va planejar que s'utilitzés només un botó del control per apuntar als colossos en les batalles.
Alguna cosa que li preocupava a Ueda era el tema de companyerisme entre el jugador i un company controlat per la computadora. En Ico, aquest tema estava present a través del protagonista i el personatge Yorda, amb la qual el jugador havia de treballar en equip i protegir alhora en avançar a través del joc. En semblança, un altre element clau en Shadow of the Colossus és la relació entre Wander i Agro. En haver-ho planejat perquè anés una representació realista d'un cavall, Agro no sempre responia a les ordres. Com Ueda va esmentar, «un cavall real... no sempre obeeix. No és com un automòbil o una motocicleta, no sempre donaràr la volta quan diguis 'gira!'». No obstant això, va admetre que l'equip va haver de buscar un balanç respecte a la seva obediència responent ordres, i així no arribar a sacrificar la jugabilitat darrere del realisme.
Tots els elements del joc -incloent so, jugabilitat i efectes visuals- es van utilitzar per aconseguir una atmosfera que donés la sensació d'un «heroi solitari», la qual cosa va ser considerat important per Ueda en el desenvolupament del joc. La il·luminació, en particular, va ser utilitzada per establir un marc fosc i temible per a la terra prohibida, mentre que l'espasa del protagonista proporcionava una manera de navegació que anés «directa i només expressable visualment».
Igual que Ico, Shadow of the Colossus té un estil distintiu en l'ús de la il·luminació. El motor de joc usa elements com insaturats (la diferència d'un color respecte a la seva pròpia lluentor), motion blurs i high dynamic ranges, amb una alta èmfasi en la florida de la llum (efecte mitjançant el qual es produeixen feixos de llum al voltant d'objectes molt brillants).

## Banda sonora

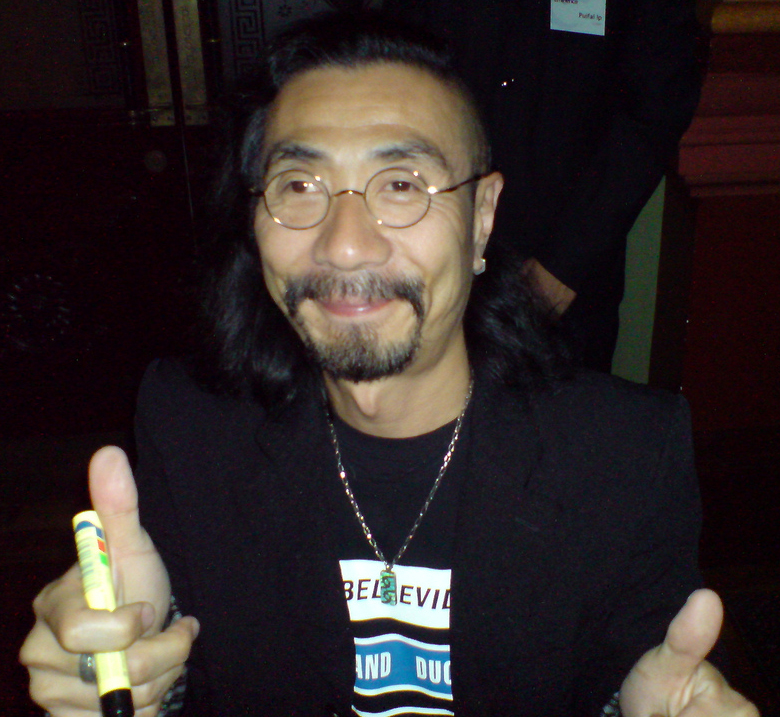
Ko Otani va compondre la banda sonora del joc.

Encara que el joc té una extensa banda sonora orquestral, la música solament es pot sentir durant els talls d'escena i les trobades contra els colossos. Mentre un està en el santuari o travessant el territori no hi ha sons, excepte els fets pel protagonista, el seu cavall i l'entorn. La naturalesa oberta del món del joc i la falta de vida, conjuminada al seu limitat ús de la música, ajuda a establir una atmosfera de solitud, similar a la d'Ico.
Roar of the Earth és el nom de la banda sonora, llançada al Japó el 7 de desembre de 2005. Actualment no hi ha plans de llançar l'àlbum en altres països. La música del joc va ser composta per Kô Ôtani («Kow Otani» en els crèdits del joc), els treballs previs del qual inclouen la banda sonora del simulador de vol per PlayStation 2 Sky Odyssey i el joc d'acció en primera persona Philosoma. També va treballar en diverses de les pel·lícules de Gamera durant la dècada de 1990, així com en diferents animes. Roar of the Earth va guanyar el premi de «Banda sonora de l'any» en la revista nord-americana Electronic Gaming Monthly.

## Versió PAL
La versió per als territoris amb codificació PAL del joc va ser llançada en febrer de 2006. Similar al llançament en format PAL d'Ico, el joc venia en un paquet de cartró amb diverses peces de material gràfic del joc, a més de contenir quatre targetes il·lustrades.
El joc també venia amb el documental «Com es va produir», un tráiler d'Ico i una galeria d'art conceptual accessible des del menú principal del joc. Sony Computer Entertainment també va rellançar Ico en territoris PAL juntament amb el llançament de Shadow of the Colossus, per així promocionar-ho amb la fama del primer i per permetre que aquells jugadors que no havien comprat Ico durant el seu llançament original poguessin completar la col·lecció.
S'ha generat una mica de confusió a les regions PAL en relació al nom oficial del protagonista, degut principalment a l'ús en el manual del nom «Wanda», mentre que en manual nord-americà i en el joc mateix es fa servir el de «Wander». De fet, la versió japonesa lletreja el nom «Wander» com a ワンダ (Wanda), que és la transliteració comuna del nom anglès Wanda, del que va derivar l'error en el manual.

## Recepció
La recepció comercial de Shadow of the Colossus va ser positiva, amb unes 140.000 còpies venudes durant la primera setmana de llançament al Japó, aconseguint el nombre un en les taules. Gairebé el 80% del primer carregament japonès va ser venut en tan sols dos dies. Aquestes estadístiques es comparen favorablement amb Ico, el qual va ser ben rebut pels crítics però va fallar a l'hora de vendre un nombre significatiu de còpies. El joc va acabar en la llista dels grans èxits de Sony el 8 d'agost del 2006.
A diferència d'Ico, Shadow of the Colossus va rebre més reconeixement, en part a causa que Sony va posar tot el seu pes darrere d'una campanya publicitària massiva. Es va publicitar en revistes de videojocs, en la televisió i en Internet, incloent-hi una campanya de màrqueting viral llançada en octubre de 2005. El lloc pujava enllaços a diverses pàgines que declaraven que s'havia descobert les restes de cinc gegants similars a alguns colossos en diverses parts del món. Alguns especulen que les estadístiques de venda d'Ico es podrien haver millorat d'haver-se aplicat una campanya similar a l'hora del seu llançament.

### Resposta de les crítiques
Shadow of the Colossus va ser ben rebut pels mitjans de comunicació, amb una mitjana de puntuació del 92% en Game Rànquings, situant-ho en la posició 13a dels millors jocs qualificats de 2005.
Això inclou a la revista japonesa Famitsu, que ho va qualificar amb un 37/40;
la publicació anglesa Edge, que ho va puntuar amb un 8,7 i Electronic Gaming Monthly, que li va atorgar un 8,8/10. La revisió de GameSpot li va valer un 8,7 i un comentari que resava «la presentació estètica del joc és incomparable, per a qualsevol estàndard», mentre que la pàgina multimèdia IGN va aclamar al joc com «una experiència sorprenent» i «un títol que absolutament s'ha de tenir», qualificant-ho amb un 9,7/10. GameSpy ho va descriure com «possiblement el joc més innovador i visualment cridaner de l'any per a PS2».
Un article retrospectiu d'Edge ho va descriure com «una ficció d'una temàtica inqüestionablemente rica, un fascinant poder emocional, en el qual les seves qualitats artístiques fonamentals estan completament unides amb la seva interactivitat».
Diversos crítics van considerar la banda sonora com un dels millors aspectes del joc. A més del premi a la «Banda sonora de l'any» per part d'Electronic Gaming Monthly,
GameSpot va comentar que la música transmetia, i de vegades intensificava, la disposició de qualsevol situació determinada, mentre era descrita com «una de les més fines bandes sonores per a videojocs mai feta» per un crític del lloc europeu Eurogamer.
No obstant això, el joc va ser criticat negativament a causa del seu erràtic frame rate (quadres per segon), el qual és generalment suau en viatjar pel paisatge, però s'alentia en situacions amb un ritme accelerat, com en algunes batalles contra els colossos. També es van expressar certes crítiques amb relació a la càmera del joc, la qual va ser comparada per GameSpy com «un oponent igual que els colossos», «aconseguint acomodar-se en els pitjors i més inoportuns moments». Les opinions estan dividides sobre la intel·ligència artificial d'Agro i els controls; mentre que la pàgina de videojocs Thunderbolt insisteix que el realisme del seu moviment i actitud «creen una experiència en videojocs com cap altra»,
i IGN considera el seu disseny com «gairebé perfecte en cada aspecte de la seva implementació», Edge comenta que els controls són «toscs, crus i impredictibles.» Altres crítics, com Game Revolution i Gamespot, creuen que el joc és massa curt (el temps per acabar el joc es troba entre sis i vuit hores) i que té poc incentiu per tornar a jugar-ho, ja que cada batalla és una endevinalla a resoldre.

### Premis
Shadow of the Colossus ha rebut diversos premis, inclòs el reconeixement per «Millor disseny de personatge», «Millor disseny de joc», «Millors arts visuals» i «Joc de l'any», així com un dels tres «Premis d'innovació» en els Game Developers Choice Awards de 2006. En el cim DIU de 2006, va guanyar el premi per «Assoliments destacats en adreça d'art» i va ser nominat per a «Joc de consola de l'any» per l'Acadèmia d'Arts i Ciències Interactives, mentre que va rebre un dels dos «Premi al novençà especial» en els Famitsu Awards de 2005. Va ser nominat a «Millor música original», «Millors gràfics artístics» i «Millor joc de PS2», així com al «Frame Rate més irritant» en els premis GameSpot de 2005, mentre que va guanyar el «Millor joc d'aventura» i «Millor disseny artístic» en els premis els Millors d'IGN de 2005, que va esmentar a Agro com el millor company en la història dels videojocs. Dos anys després del seu llançament, IGN ho va posicionar com el millor joc de PlayStation 2 de tots els temps. Games Radar ho va premiar com a «Millor joc de 2006» (ja que va ser llançat en el Regne Unit a principis d'aquest any). El final del joc va ser seleccionat com el quart moment més grandiós en la història dels videojocs pels editors de GamePro el juliol de 2006.

## Nova versió
En la seva conferència de premsa en l'esdeveniment de la Electronic Entertainment Expo 2017, Sony va anunciar una nova versió de Shadow of the Colossus per la PlayStation 4. La qual aquesta programada per a un llançament el 6 de febrer de 2018. El remake està dirigit per l'empresa Bluepoint, la qual també va desenvolupar l'anterior remasterització de PlayStation 3. La idea d'un remake va venir després d'una conversa que van tenir els desenvolupadors de Bluepoint.
Per a Shadow of the Colossus (2018) els desenvolupadors van refer tota la data bàsica del joc des de zero, però el nou videojoc conserva el mateix esquema del títol original, juntament amb la introducció d'un nou esquema de controls. El joc usa el codi base original del joc de PlayStation 2. El personal d'art va utilitzar la PlayStation 2 per crear paritat en el llenguatge d'escriptura amb la versió de PlayStation 4.